# Aurora Åström
Helena Aurora Åström, född 29 juli 1905 i Valbo, Gävleborgs län, död 4 april 1980 i Matteus församling, Stockholm, var en svensk skådespelare.
Aurora Åström är begravd på Bromma kyrkogård.

## Filmografi (urval)
- 1933 – Den farliga leken
- 1933 – Djurgårdsnätter
- 1935 – Tjocka släkten
- 1936 – 33.333
- 1941 – Uppåt igen
- 1958 – Åsa-Nisse i kronans kläder

## Teater

### Roller
| År   | Roll            | Produktion                                            | Regi          | Teater                                       |
| ---- | --------------- | ----------------------------------------------------- | ------------- | -------------------------------------------- |
| 1925 |                 | En orolig bröllopsnatt, revy Gran.                    | Willi Wells   | Södermalmsteatern                            |
| 1926 | Medverkande     | Amor och kvinnofriden, revy Gran                      | Willi Wells   | Södermalmsteatern                            |
| 1926 | Medverkande     | I fruntimmersveckan, revy                             | Willi Wells   | Södermalmsteatern                            |
| 1928 | Maud            | Yon Yonson Algot Sandberg                             | Ernst Fastbom | Folkets hus teater                           |
| 1928 | Kalle Andersson | Anderssonskans Kalle reser jorden runt Emil Norlander |               | Folkets hus teater                           |
| 1929 |                 | Du och jag, revy Thor Modéen och John Botvid          |               | Folkets hus teater                           |
| 1929 | Mae Jones       | Vid 37de gatan Elmer Rice                             | Svend Gade    | Oscarsteatern                                |
| 1933 |                 | Den tappre soldaten Schwejk Jaroslav Hašek            | Oscar Winge   | Södra Teatern                                |
| 1933 |                 | Lyckliga Jönsson Toralf Sandø                         | Björn Hodell  | Södra Teatern                                |
| 1934 | Hembiträde      | Pettersson – Sverge Oscar Rydqvist                    | Sigurd Wallén | Vanadislundens friluftsteater/ Södra Teatern |
| 1958 |                 | Södercharmörer Ingmar Billow och Stig Browall         | Stig Browall  | Tantolundens friluftsteater                  |

### Fotnoter
1. ↑  SvenskaGravar
2. ↑  ”Teaterannons”. Dagens Nyheter:  s. 15. 24 oktober 1925. http://arkivet.dn.se/arkivet/tidning/1925-10-24/289/15. Läst 29 december 2015.
3. ↑  ”Teaterannons”. Dagens Nyheter:  s. 12. 20 februari 1926. http://arkivet.dn.se/arkivet/tidning/1926-02-20/49/12. Läst 29 december 2015.
4. ↑  ”Teater och Musik”. Dagens Nyheter:  s. 7. 26 augusti 1926. http://arkivet.dn.se/arkivet/tidning/1926-08-26/230/7. Läst 2 augusti 2015.
5. ↑  ”Scen och Film”. Dagens Nyheter:  s. 9. 7 september 1928. http://arkivet.dn.se/arkivet/tidning/1928-09-07/244/9. Läst 1 januari 2016.
6. ↑  ”Teaterannons”. Dagens Nyheter:  s. 19. 12 oktober 1928. http://arkivet.dn.se/arkivet/tidning/1928-10-12/279/19. Läst 1 januari 2016.
7. ↑  ”Tre nyårsrevyer: 'Du och jag' på Folkets hus teater”. Dagens Nyheter:  s. 15. 2 januari 1929. http://arkivet.dn.se/arkivet/tidning/1929-01-02/1/7. Läst 1 januari 2016.
8. ↑  ”Scen och Film: Gott om folk på Oscarsteaterns premiär”. Dagens Nyheter:  s. 12. 27 november 1929. http://arkivet.dn.se/arkivet/tidning/1929-11-27/324/12. Läst 6 januari 2016.
9. ↑  Bo Bergman (29 november 1929). ”Premiärer på Oscars och Operan”. Dagens Nyheter:  s. 9. http://arkivet.dn.se/arkivet/tidning/1929-11-29/326/9. Läst 6 januari 2016.
10. ↑  ”Södrans höstpjäs”. Dagens Nyheter:  s. 12. 24 september 1933. http://arkivet.dn.se/arkivet/tidning/1933-09-24/259/12. Läst 17 december 2015.
11. ↑  ”Teater Musik Film: Södran”. Dagens Nyheter:  s. 9. 21 oktober 1933. http://arkivet.dn.se/arkivet/tidning/1933-10-21/286/9. Läst 5 januari 2016.
12. ↑  ”Teater Musik Film”. Dagens Nyheter:  s. 10. 10 juni 1934. http://arkivet.dn.se/arkivet/tidning/1934-06-10/154/10. Läst 7 januari 2016.
13. ↑  Erik Malmström (16 juni 1934). ”Pettersson – Sverge i Vanadislunden”. Dagens Nyheter:  s. 5. http://arkivet.dn.se/arkivet/tidning/1934-06-16/160/5. Läst 7 januari 2016.
14. ↑  ”Teater Musik Film”. Dagens Nyheter:  s. 10. 13 september 1934. http://arkivet.dn.se/arkivet/tidning/1934-09-13/248/10. Läst 7 januari 2016.
15. ↑  ”Teaterannons”. Dagens Nyheter:  s. 36. 15 juni 1958. http://arkivet.dn.se/arkivet/tidning/1958-06-15/159/36. Läst 18 mars 2016.